# Amarpur, Tripura
Amarpur är en ort i Indien.   Den ligger i distriktet South Tripura och delstaten Tripura, i den östra delen av landet, 1 500 km öster om huvudstaden New Delhi. Amarpur ligger 42 meter över havet och antalet invånare är 11 906.
Terrängen runt Amarpur är platt. Runt Amarpur är det ganska tätbefolkat, med 155 invånare per kvadratkilometer. Närmaste större samhälle är Udaipur, 17,9 km väster om Amarpur. I omgivningarna runt Amarpur växer huvudsakligen savannskog.